# Liparetrus suavis
Liparetrus suavis är en skalbaggsart som beskrevs av Blackburn 1889. Liparetrus suavis ingår i släktet Liparetrus och familjen Melolonthidae. Inga underarter finns listade i Catalogue of Life.